# Mioxena celisi
Mioxena celisi är en spindelart som beskrevs av Holm 1968. Mioxena celisi ingår i släktet Mioxena och familjen täckvävarspindlar. Inga underarter finns listade i Catalogue of Life.